# Ấn nút nhớ... Thả giấc mơ
"Ấn nút nhớ... Thả giấc mơ" là một bài hát được sáng tác bởi ca sĩ kiêm sáng tác nhạc người Việt Nam Sơn Tùng M-TP. Được sáng tác bởi chính anh, bài hát được phát hành vào ngày 18 tháng 6 năm 2015 với vai trò là đĩa đơn quảng bá cho hãng bột giặt Omo. "Ấn nút nhớ... Thả giấc mơ" cũng đánh dấu là đĩa đơn quảng bá đầu tiên trong sự nghiệp của Sơn Tùng M-TP. Bài hát đã được thêm vào album tuyển tập đầu tiên của Tùng, m-tp M-TP (2017), ở vị trí thứ 10. Tựa ban đầu là "Mai này con lớn lên", "Ấn nút nhớ... Thả giấc mơ" nối tiếp đĩa đơn trước đó của Sơn Tùng M-TP, "Thái Bình mồ hôi rơi", về chủ đề tình cảm gia đình.
Mặc dù chỉ là đĩa đơn quảng bá nhưng sau khi phát hành, "Ấn nút nhớ... Thả giấc mơ" đã đạt được một số thành công về thương mại. Bài hát dẫn đầu bảng xếp hạng Zing MP3 hơn 10 tuần liên tiếp trong tháng 6 và tháng 7. Sau khi được phát hành trên Spotify cùng với album m-tp M-TP vào ngày 1 tháng 4 năm 2017, hiện bài hát đã vượt qua hơn 5 triệu lượt phát trên nền tảng này. Bài hát nhận về một đề cử trong hạng mục Bài hát của năm tại Zing Music Awards 2015.
Video âm nhạc của bài hát được đăng tải trên kênh YouTube chính thức của Omo đã lọt vào danh sách những video Việt Nam được xem nhiều nhất năm 2015, hiện nay đã vượt qua hơn 50 triệu lượt xem. Video sau đó đã được chính YouTube công bố là video dẫn đầu danh sách 10 video quảng cáo của châu Á trong năm được xem nhiều nhất trên nền tảng này.